# 김인호 (1942년)
김인호(金仁浩, 1942년 9월 24일~)는 대한민국의 전 공정거래위원장이다.

## 학력
- 1960년 2월 : 경기고등학교 졸업
- 1966년 3월 : 서울대학교 법학 학사
- 1973년 7월 : 시라큐스대학교 멕스웰대학원 행정학 석사

## 경력
- 1966년 8월 : 제4회 행정고등고시 재경직 합격
- 1985년 2월 : 경제기획원 물가정책국장
- 1989년 1월 : 경제기획원 경제기획국장
- 1989년 5월 : 경제기획원 차관보
- 1990년 4월 : 경제기획원 대외경제조정실장
- 1992년 6월 ~ 1993년 3월 : 환경처 차관
- 1993년 3월 ~ 1994년 8월 : 한국소비자보호원장
- 1994년 8월 ~ 1996년 3월 : 철도청장
- 1996년 3월 ~ 1997년 3월 : 공정거래위원회 위원장(장관급)
- 1997년 3월 ~ 1997년 11월 : 대통령비서실 경제수석비서관
- 1999년 9월 ~ 2000년 10월 : (社) 제3대 국가경영전략연구원 원장
- 2000년 10월 ~ 2001년 11월 : (주)와이즈인포넷 회장
- 2001년 4월 ~ 2004년 4월 : (법무법인 세종 부설) 시장경제연구원 운영위원장
- 2004년 4월 ~ 2007년 7월 : 중소기업연구원 원장
- 2008년 4월 ~ 현재 : 시장경제연구원 이사장
- 2010년 11월 ~ 2013년 11월 : 정부 소비자정책위원회 공동(민간)위원장
- 2014년 10월 ~ 2016년 7월 : 정부 중장기전략위원회 공동(민간)위원장
- 2015년 2월 ~ 2017년 11월 : 제29대 한국무역협회 회장
- 2017년 12월 ~ : 안민정책포럼 고문

| 전임 이진 | 제4대 환경처 차관 1992년 6월 30일 ~ 1993년 3월 4일 | 후임 김형철 |

| 전임 최훈 | 제19대 철도청장 1994년 8월 20일 ~ 1996년 3월 8일 | 후임 김경회 |

| 전임 표세진 | 제9대 공정거래위원회 위원장 1996년 3월 8일 ~ 1997년 3월 5일 | 후임 전윤철 |

| 전임 이석채 | 제5대 대통령비서실 경제수석비서관 1997년 2월 28일 ~ 1997년 11월 19일 | 후임 김영섭 |

| 전임 한덕수 | 제29대 한국무역협회 회장 2015년 2월 ~ 2017년 11월 | 후임 김영주 |